# Air Slovakia
Air Slovakia — бывшая авиакомпания Словакии, штаб-квартира которой находилась в Братиславе — столице страны.

## История

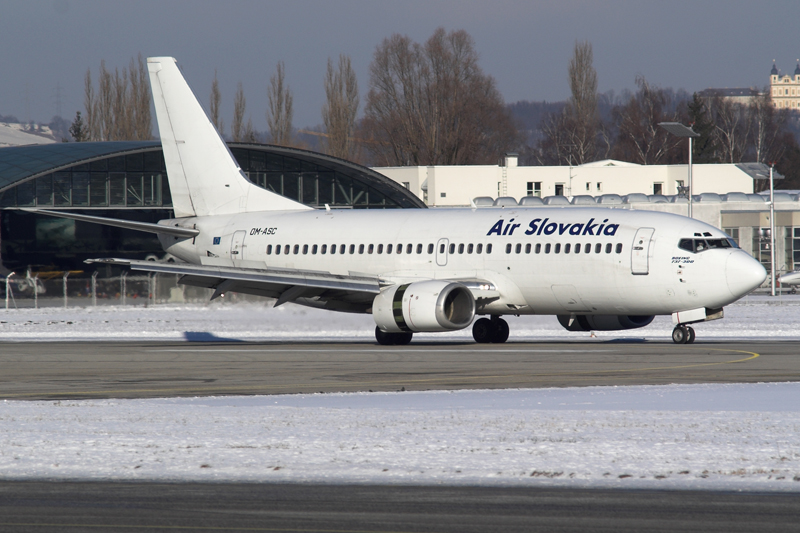
Боинг-737-300 авиакомпании Air Slovakia

Компания была основана в 1993 году и первоначально называлась Air Terrex. В 1995 году была переименована в текущее название — Air Slovakia. 